# Rive des morts
 (juillet 2014).
Si vous disposez d'ouvrages ou d'articles de référence ou si vous connaissez des sites web de qualité traitant du thème abordé ici, merci de compléter l'article en donnant les références utiles à sa vérifiabilité et en les liant à la section « Notes et références ».
En Égypte antique, la rive des morts est la rive occidentale du Nil, nommée ainsi parce que c'est à l'ouest que le soleil se couche, donc que la vie s'achève. 
Pour les Égyptiens de l'Antiquité, le Soleil représente la vie. Tous les matins, il naît de la déesse Nout, et tous les soirs, il meurt avalé par l'obscurité. 
C'est sur cette rive du Nil que l'on trouve, durant l'antiquité égyptienne, les villages des ouvriers et les nécropoles.